# Dentalium peitaihoensis
Dentalium peitaihoensis is een Scaphopodasoort uit de familie van de Dentaliidae. De wetenschappelijke naam van de soort is voor het eerst geldig gepubliceerd in 1935 door King & Ping.